# 史国
史国（英語： Kesh），又名竭石国、坚沙、奇沙、伽色尼国、羯霜那国（梵文 Kashana），西域古国，昭武九姓之一。最初建都于独莫水（即卡什卡河，“独莫”伊朗语tumaq，暴涨之意)南十里，国王姓昭武，字狄遮，是康国国王之后裔。史国的国势强大之后，创建乞史城（也称竭石Kesh），其地在今乌兹别克沙赫里薩布茲。
竭石曾属于疏勒：《魏略·西戎传》记载：“......莎车国、竭石国......皆并属疏勒”。
南北朝《魏书》称之为伽色尼国：“伽色尼国，都伽色尼城，在悉万斤南，去代一万二千九百里。土出赤盐，多五果。”
史国一名最早见于《隋书·西域志》：“史国，都独莫水南十里，……其王姓昭武字狄遮，亦康国王之庶也。都城方二里，胜兵千余人。……北去康国二百四十里。南去吐火罗五百里。西去那色波二百里。东北去米国二百里。东去瓜州六千五百里。大业中遣使供方物”。史国出美女、产狮子、火鼠：“隋炀帝时遣侍御史韦节，司隶从事杜行满，使于西番诸国。……史国得十舞女，狮子皮，火鼠毛而还”。
唐玄奘《大唐西域记》称为羯霜那国：“从飒秣建国西南行三百余里至羯霜那国（唐言史国）。羯霜那国。周千四五百里。土宜风俗同飒秣建国。从此西南行二百余里入山。山路崎岖溪径危险。既绝人里又少水草。东南山行三百余里入铁门。铁门者，左右带山。山极峭峻，虽有狭径，加之险阻，两傍石壁其色如铁。既设门扉又以铁锔。多有铁铃悬诸户扇。因其险固遂以为名。出铁门至睹货逻国(旧曰吐火罗国讹也)”。
唐杜佑《通典》“史国隋时都独莫水南十里……大业中始通中国。后渐强盛，乃创建乞史城，为数十里，郭邑二万家。大唐貞觀中遣使来贡”。乞史城即Kesh。《新唐书》记载史国又名佉沙，贞观十六，年君沙瑟毕献方物。显庆时以其地为佉沙授君昭武失阿喝刺使。......”
元代称为可石。元周致中著《异域志》说可石国出产宝石，当地商人有富贵番商之称。
明永乐十二年，行在吏部验封司员外郎陈诚出使西域经过渴石，记载渴石城在撒马儿罕西南约二百六十里的一个大村中，四面多田。渴石城中有一所相传是帖木儿的宫殿，中有台殿数十间，规模宏博，门庑轩豁，堂上四隅有白玉石柱，金墙壁，琉璃窗。
到十四世纪末叶，史国已不存在。竭石是帖木尔帝国缔造者帖木尔的诞生地，1380年帖木尔将其设为帖木尔帝国的陪都和他夏宫的所在地。

## 延伸阅读
[在维基数据编辑]
 《欽定古今圖書集成·方輿彙編·邊裔典·史國部》，出自陈梦雷《古今圖書集成》